# The More
Pour Pour la maison des XVIIe et XVIIIe siècles située à un kilomètre de là, voir Moor Park.
The More, également connu sous le nom de manoir de the More, est un palais du XVIe siècle situé dans la paroisse de Rickmansworth, dans le Hertfordshire, en Angleterre, Royaume-Uni, où Catherine d'Aragon a vécu après l'annulation de son mariage avec Henri VIII. Il avait appartenu au cardinal Wolsey. Il se trouvait à l'angle nord-est du dernier domaine de More Park, au bord de la plaine inondable de Colne. Le traité de More y fut célébré par Henri VIII et les ambassadeurs de France. En 1527, l'ambassadeur de France, Jean du Bellay, jugea la maison plus splendide que Hampton Court. Rien ne reste plus au-dessus du sol. Le site est un monument antique classé Dans l'enceinte de l'école, il existe des parties d'au moins deux grands piliers en pierre d'environ un mètre de long qui feraient partie du manoir d'origine.

## Histoire
Le site a été habité au XIIe siècle. La maison est venue à Wolsey en tant que possession de l'abbaye de St Albans en 1515 et passa à Henri VIII en 1531. Au milieu du XVIe siècle, il y avait une longue galerie à pans de bois de 15 pieds de large et 253 pieds de long. La majeure partie de la maison était en brique. Catherine d'Aragon vint vivre à More à l'hiver 1531-1532. La maison a été redécorée par le peintre John Hethe avec les insignes de la reine (les chiffres d'Anne Boleyn) en 1534. En 1541, Hethe peint la chambre du roi avec du bleu et de belles couleurs. Le vitrail a été installé par Galyon Hone. Des dispositions ont été prises en 1542 pour le tir à l'arc du roi et deux granges à cerfs ont été construites. Il y avait deux tribunes pour regarder la chasse. Il semble que le bâtiment ait été abandonné après 1556 et qu'il ait pu avoir des fondations inadéquates.
L'inventaire royal de 1547 répertorie 157 objets au More sous la garde de Richard Hobbes. Dix des suites de tapisserie avaient des bordures avec les armoiries de Wolsey. Deux chaises en velours cramoisi étaient brodées et gravées des initiales d'Anne Boleyn. Des travaux de réparation ont été tentés entre 1547 et 1552. Une enquête détaillée a été prise en 1568. En 1576, le 2e comte de Bedford loua la maison. Il a apparemment décidé que la maison ne valait pas la peine d'être restaurée et en 1598, elle a été enregistrée comme étant en ruine. La maison a finalement été démolie en 1661.
Vers 1617, le 3e comte de Bedford a construit une nouvelle maison sur la colline au sud-ouest, dans le parc aux cerfs. Lucy Russell, comtesse de Bedford, a décrit sa construction et ses améliorations à Moor Park dans une lettre à un ami : « ...mes travaux au More, où j'ai été patcher cet été, et j'y ajoute encore quelques bagatelles de plaisir à cet endroit dont je suis tellement amoureuse que, si j'aimais tant un homme, j'étais dans un cas difficile. » Cette maison a été remplacée par l'actuel Moor Park. Le site a été en partie fouillé entre 1952 et 1955. Il est actuellement enfoui sous un mètre de terre végétale importée placée pour fournir un terrain de jeu égal pour l'école préparatoire Northwood, rebaptisée Merchant Taylors 'Prep, qui se trouve immédiatement à l'est. Le site a également fait l'objet d'un épisode de l'émission télévisée d'archéologie Time Team en 2012,,.